# Asmate mongolica
Asmate mongolica är en fjärilsart som beskrevs av András Vojnits 1974. Asmate mongolica ingår i släktet Asmate och familjen mätare. Inga underarter finns listade i Catalogue of Life.